# Melainotettix reductus
Melainotettix reductus är en insektsart som först beskrevs av Günther, K. 1936.  Melainotettix reductus ingår i släktet Melainotettix och familjen torngräshoppor. Inga underarter finns listade i Catalogue of Life.